# Национальный центр искусств (Токио)
Национальный центр искусств (яп. 国立新美術館 Kokuritsu Shin-Bijutsukan) — музей в Токио, Япония. Является совместным проектом министерства образования, культуры, спорта, науки и технологий Японии и независимого административного учреждения Национальный музей (юридического лица, созданного японским правительством в 2001 году путём слияния трёх ранее независимых национальных музеев — Токийского национального музея, Национального музея Киото, и Национального музея Нара).
Музей располагается на месте, которое до 2007 года занимал научно-исследовательский центр Токийского университета. Общая площадь выставочных пространств — 14 000 м². Входит в число самых посещаемых художественных музеев мира.
Располагается в здании, построенном по проекту архитектора Курокава Кисё. Располагается вблизи от станции Ногидзака линии Тиёда токийского метрополитена.
В отличие от других национальных музеев Японии, Национальный центр искусств не владеет постоянной экспозицией и не имеет кураторов. Музей функционирует по принципу немецких музеев кунстхалле, что подразумевает проведение временных выставок организованных спонсорами и другими музеями. В первый год своей работы, в 2007 году, в музее было проведено 69 выставок, организованных сторонними художественными коллективами и 10 организованных самостоятельно. Выставка Клода Моне, состоявшаяся с 7 апреля и 2 июля 2007 года, была вторым по посещаемости художественным событием года, не только в Японии, но во всем мире.